# Bollnäs ishall
Bollnäs ishall är en ishall i Bollnäs i Sverige. Hallen är belägen vid Sävstaås IP. Ishallen har en publikkapacitet på 1 195 åskådare.
Ishallen invigdes 1980 med en match mellan Bollnäs IS och Kinas landslag i ishockey. Ishallen var värd för matcher under Juniorvärldsmästerskapet i ishockey 1993. Bollnäs IS använder ishallen som sin hemmaarena.